# زبان‌شناسی رایانشی
زبان‌شناسی رایانشی (Computational linguistics) حوزه‌ای میان‌رشته‌ای است که می‌کوشد با بهره‌گیری از روش‌های آماری و قاعده‌بنیاد (rule-based)، به مدل‌سازی زبان طبیعی بپردازد.
به شکل سنتی زبان‌شناسی رایانشی در قلمرو کاری دانشمندان کامپیوتری قرار داشت که در حوزه‌ی پردازش یک زبان خاص توسط کامپیوتر تخصص لازم را کسب کرده بودند. امروزه زبان‌شناسان رایانشی به عنوان اعضای گروه‌های میان‌رشته‌ای به فعالیت می‌پردازند، که اعضای این تیم‌ها می‌توانند شامل زبان‌شناسان (به شکل خاص در زمینه‌ی زبان‌شناسی همگانی تخصص دارند)، کارشناسان زبان (افرادی با پیش‌زمینه و تا حدی دارای مهارت‌های عملی مرتبط با پروژه‌ی مورد نظر)، و دانشمندان علم کامپیوتر باشند. به‌طور کلی، زبان‌شناسی رایانشی از همکاری دانشمندان و کارشناسان رشته‌های زبان‌شناسی، علوم رایانه‌ای، متخصصان زمینه‌ی هوش مصنوعی، ریاضی، منطق، علوم شناختی، روان‌شناسی شناختی، روان-زبان‌شناسی، مردم‌شناسی، عصب‌شناسی و برخی دیگر از رشته‌ها استفاده می‌کند.
زبان‌شناسی رایانشی دارای زیر شاخه‌های نظری و کاربردی است. زبان‌شناسی رایانشی نظری به بررسی و مطالعه زبان‌شناسی نظری با در نظر داشتن علوم شناختی می‌پردازد و زبانشناسی رایانشیِ کاربردی نتایج کاربردی مدل‌سازی برای زبان را مد نظر قرار می‌دهد.

## خاستگاه
پیدایش حوزه زبان‌شناسی رایانشی به عنوان یک حوزه علمی و مطالعاتی، به قبل از پیدایش هوش مصنوعی (حوزه‌ای که زبان‌شناسی رایانشی اغلب زیر شاخه‌ای از آن محسوب می‌شود) بازمی‌گردد. زمینۀ شکل‌گیریِ زبان‌شناسی رایانشی را باید در تلاش‌های ایالات متحده در دهه ۱۹۵۰ جستجو کرد، یعنی زمانی که آن‌ها در تلاش بودند تا بتوانند با استفاده از رایانه به شکل خودکار متون زبان‌های بیگانه، به خصوص منابع علمی به زبان روسی، را به انگلیسی ترجمه کنند. از آنجا که سیستم‌های رایانه‌ای، پردازش‌های ریاضیاتی را بسیار سریع تر از انسان‌ها انجام می‌دهند در ابتدا چنین تصور شد که مسایل تکنیکی ترجمه ماشینی به سرعت حل خواهند شد و آن‌ها قادر خواهند بود تا ماشین‌های ترجمه با توانایی‌های مشابه انسان بسازند.
ترجمه ماشینیِ (نام دیگر: ترجمه مکانیکی) ابتدایی، که بر اساس دانش و فناوریِ آن دوران طراحی شده بود، چندان در ترجمۀ «درست» متن‌های گفتاری و نوشتاری کامیاب نبود؛ از پسِ مشاهده و تحلیلِ مصداق‌های پرشمار ترجمه‌های ماشینیِ غلط یا نارسا بود که پژوهشگران این حوزه دریافتند که پردازش زبانی از آنچه پیشتر تصور می‌کردند، پیچیده‌تر است. به‌این‌ترتیب، «زبان‌شناسی رایانشی» به عنوان شاخه‌ای جدید از علوم متولد شد؛ حوزه‌ای در علم و فناوری که به تولید الگوریتم‌ها و نرم‌افزارهای بررسی هوشمند داده‌های زبانی می‌پردازد. از دهۀ 1960 میلادی، که زبان‌شناسی رایانشی پا به عرصه گذاشت، به عنوان زیر شاخه‌ای از هوش مصنوعی در نظر گرفته شد؛ شاخه‌ای که مشخصاً به بررسی، فهم و تولید زبان در سطح هوشی انسانی می‌پردازد.
پس از بررسی نحوه انجام ترجمه صحیح توسط انسان‌ها چنین مشاهده شد که فرد مترجم می‌بایست به دستور، تکواژشناسی و همچنین قواعد نحوی هر دو زبان آگاهی داشته باشد. مبانی آگاهی از نحو نیز، داشتن دانش معناشناسی، واژگان و همچنین کاربردشناسی شناسایی شدند؛ بنابراین تلاش در جهت تحقق ترجمهٔ ماشینی به شاخه‌ای پیچیده از علوم برای توصیف، نمایش و پردازش ماشینی زبان‌های انسانی تبدیل شد.

## موارد کاربرد
در مورد استفاده از آن از جمله می‌توان به کاربردهای زیر اشاره کرد:

### فرایافت concept و تجزیه زبانهای برنامه‌نویسی
نوآم چامسکی توانست تشابه زبانهای طبیعی و زبان های برنامه‌نویسی را به اثبات برساند. یعنی یک زبان رایانه‌ای مانند زبانهای طبیعی دارای یک دستور زبان و یک فرهنگ می‌باشد.
تفسیر یک متن از تجزیهٔ واژه‌ها lexicon آغاز سپس با تجزیه نحو syntax و در آخر با تجزیه مفهوم semantic آن پایان میابد.

### ترجمه ماشینی
مقالهٔ اصلی: ترجمه ماشینی (خودکار)
این شاخه از زبان‌شناسی رایانه‌ای زمان درازی کم‌اهمیت جلوه می‌کرد. اما امروزه یکی از موارد مورد علاقه پژوهشگران این رشته است. پس از مرحلهٔ شکافت واژه‌ها و نحو می‌باید تجزیهٔ مفهوم و سپس پراگماتیک را نیز افزود. در واقع این دو کوشش بر شناخت مفهوم خاص یک واژه در مکانی که ظاهر می‌شود را دارد.

### پرسش و پاسخ با زبانهای طبیعی
این ایده مدتی به‌عنوان پاسخی قانع‌کننده به مسئله ارتباط انسان و ماشین تلقی می‌شد. این دید در واقع جنبهٔ گسترده‌تری از دستور زایشی چامسکی است.

### صرف محاسباتی
مقالهٔ اصلی: صرف محاسباتی
به مطالعات مربوط به ساختارهای درونی واژه ها صرف گفته می‌شود. اغلب دست‌آوردها و نتایج پژوهشهای صرف محاسباتی در سایه تلاشهای علمی انسان به منظور ایجاد و ساخت سامانه های پردازش زبان‌های طبیعی انسانی فراهم آمده‌است.